# Amigdoscalpellum rigidum
Amigdoscalpellum rigidum is een rankpootkreeftensoort uit de familie van de Scalpellidae. De wetenschappelijke naam van de soort is voor het eerst geldig gepubliceerd in 1888 door Aurivillius.